# 戰爭 (專輯)
《戰爭》（英語：War）是愛爾蘭搖滾團體U2的第三張專輯，1983年2月28日發行。《戰爭》被視為是U2首張帶有政治性色彩的專輯，其中包括收錄單曲〈New Year's Day〉、〈Sunday Bloody Sunday〉，抑或是專輯的名稱一樣。
U2的前兩張專輯以青少年階段以及靈性為主題，而《戰爭》則是探討戰爭對於人們的影響，以及人們對於戰爭不滿的情緒。有人形容《戰爭》將U2從「和平主義轉變為抗爭運動」。
不過《戰爭》可說在銷售上相當成功，在當年英國專輯銷售榜上踢下了麥可·傑克森的《Thriller》成為榜首。2003年，獲選為《滾石雜誌》「音樂史上五百大專輯」第221名。

## 錄製
U2在1982年5月17日開始錄製《戰爭》，之後曾有一段時間暫停，由於波諾和他的新婚妻子愛莉到牙買加度蜜月。但是波諾即使度蜜月仍然埋首於專輯創作。〈New Year's Day〉最初構思是波諾要寫給妻子的情歌，但最後則是寫給波蘭團結工聯的創始人列赫·華勒沙。
專輯的第一首曲子〈Sunday Bloody Sunday〉，是一首相當激昂的抗議歌曲，最初的吉他部分以及歌曲是The Edge所創作。Edge當時正經歷人生的低潮期，感到「挫折、不安以及自我否定」。後來的歌詞經過了波諾的修改，整首歌曲是在都柏林的Windmill Lane錄音室錄製，而歌曲的特殊響弦鼓打法成了曲子的特色。在當地有一名小提琴手史提夫·威克漢 (Steve Wickham)，某日早晨巧遇了Edge，並且自薦如果樂團有需要，願意提供小提琴的協助，過了半天後，威克漢的小提琴成了歌曲的最後一項樂器。
〈40〉的錄音室版本，是在錄製專輯的後期完成的，但是當時貝斯手亞當·克雷頓已經離開了錄音室，剩下的三名團員認為他們沒有好的歌曲結束專輯。後來在錄製〈40〉時，Edge輪流演奏吉他以及貝斯。而在演唱會版本時，就由The Edge和克雷頓互換樂器演奏。
專輯之所以命名為《戰爭》有幾項原因，波諾曾說到：「戰爭看來是1982年的主題」「縱看世界各地，到處都有戰爭。我們希望藉由專輯的名稱給人們一個當頭棒喝，並且打破他們對於U2的和平印象。」The Edge說到：「這是個很沉重的標題，但是也直言不諱。這並非很安全的做法，所以有可能導致反效果，而這樣子的專輯名稱也很容易引起人們反感。但我們仍願意冒這個風險，為了更貼切現實，這是個很適合的名稱。」

## 曲目列表
| 曲序     | 曲目                         | 时长  |
| -------- | ---------------------------- | ----- |
| 1.       | Sunday Bloody Sunday         | 4:40  |
| 2.       | Seconds                      | 3:10  |
| 3.       | New Year's Day               | 5:35  |
| 4.       | Like a Song...               | 4:46  |
| 5.       | Drowning Man                 | 4:14  |
| 6.       | The Refugee（比爾·韋蘭監製） | 3:40  |
| 7.       | Two Hearts Beat as One       | 4:03  |
| 8.       | Red Light                    | 3:46  |
| 9.       | Surrender                    | 5:34  |
| 10.      | 40                           | 2:35  |
| 总时长： | 总时长：                     | 42:03 |

## 排行榜
專輯
| 國家   | 名次 | 認證    | 銷售量     |
| ------ | ---- | ------- | ---------- |
| 巴西   |      | 金      | 5萬以上    |
| 加拿大 |      | 3x 白金 | 30萬以下   |
| 法國   |      | 2x 白金 | 60萬以上   |
| 德國   |      | 金      | 10萬以上   |
| 荷蘭   |      | 金      | 4萬以上    |
| 瑞士   |      | 金      | 2.5萬以上  |
| 英國   | 1    | 2x 白金 | 60萬以上   |
| 美國   | 12   | 4x 白金 | 4,00萬以上 |

單曲
| 年度 | 單曲                     | 排行榜               | 名次 |
| ---- | ------------------------ | -------------------- | ---- |
| 1983 | "New Year's Day"         | 告示牌主流搖滾排行榜 | 2    |
| 1983 | "Sunday Bloody Sunday"   | 告示牌主流搖滾排行榜 | 7    |
| 1983 | "Two Hearts Beat As One" | 告示牌主流搖滾排行榜 | 12   |

## 製作人員
U2
- 波諾 ─ 主唱、吉他
- The Edge ─ 吉他、鋼琴、Lap Steel吉他、和聲、〈Seconds〉的主唱、〈40〉的貝斯
- 亞當·克雷頓 ─ 貝斯、〈40〉的吉他
- 小賴瑞·慕蘭 ─ 鼓

其他人員
- 肯尼·弗萊利 ─ 小號
- 史提夫·威克漢 ─ 〈Sunday Bloody Sunday〉、〈Drowning Man〉的電子小提琴
- The Coconuts：雪若·波利爾、亞卓娜·凱吉、塔林·海吉、傑西卡·費頓 ─〈Like A Song...〉、〈Red Light〉、〈Surrender〉的和聲